# Fitoremediacja

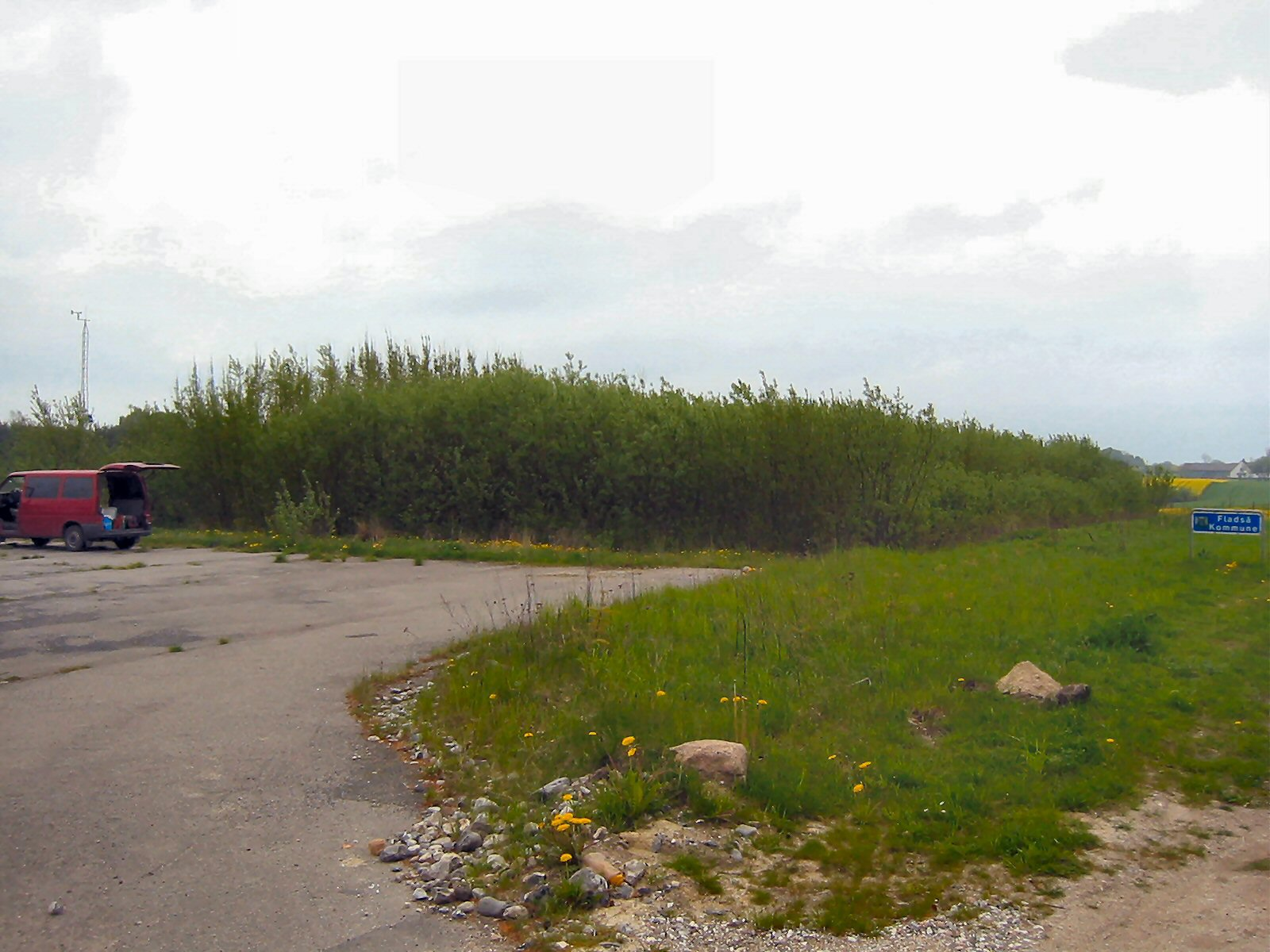
Fitoremediacja terenu byłej stacji benzynowej w Danii przy pomocy różnych gatunków wierzby

Fitoremediacja (gr. phyto – roślina, łac. remedium – środek zaradczy) – technologia wykorzystująca rośliny wyższe w procesie oczyszczania środowiska (gleby, wód gruntowych i powierzchniowych, osadów ściekowych oraz powietrza). Metoda opiera się na praktycznym zastosowaniu trzech typów odpowiedzi fizjologicznej roślin wobec zanieczyszczeń obecnych w środowisku – wykluczania, akumulacji oraz hiperakumulacji.

## Techniki fitoremediacji
Do oczyszczania skażonych matryc środowiskowych wykorzystuje się następujące technologie:

### Fitoekstrakcja
Metoda rekultywacji skażonego środowiska, która wykorzystuje zdolność roślin wyższych do pobierania zanieczyszczeń przez system korzeniowy i ich późniejszą translokację do organów nadziemnych. Dzięki temu procesowi szkodliwe substancje mogą być usunięte ze skażonej matrycy wraz z powstałą biomasą. Fitoekstrakcja stosowana jest głównie w oczyszczaniu gleb oraz osadów dennych skażonych metalami ciężkimi, pierwiastkami promieniotwórczymi oraz związkami organicznymi. Składa się z trzech elementarnych etapów : unieruchomienia szkodliwej substancji w glebie, pobrania unieruchomionych substancji przez system korzeniowy i transport do części nadziemnych rośliny.
- Przebieg procesu

Szybkość pobierania substancji przez system korzeniowy zależy od formy występowania zanieczyszczenia w glebie, natomiast efektywność całego procesu jest zależna od odczynu gleby, procesów oksydacyjno-redukcyjnych oraz aktywności mikrobiologicznej. Na przykład metale ciężkie zaabsorbowane na powierzchni materii organicznej lub tlenków żelaza, manganu, glinu są łatwo dostępne dla roślin, natomiast występujące w kompleksach mają znacznie mniejszą biodostępność. Literatura wyróżnia dwa rodzaje fitoekstrakcji: metodę ciągłą z wykorzystaniem hiperakumulatorów oraz metodę indukowaną, która opiera się o dostarczanie do skażonej gleby związków chelatujących. Metoda ciągła korzysta z nadzwyczajnie intensywnego pobierania i akumulowania zanieczyszczeń przez wybrane gatunki roślin m.in. Thlaspi caerulescens, Alyssum bertolonii, Silene cucubalus. Niestety ze względu na niską biomasę hiperakumulatorów proces ten jest długotrwały i dziś może się sprowadzać do ewentualnej fitoekstrakcji Cd i Ni z gleb umiarkowanie zanieczyszczonych. Szansę powodzenia tej metody dają natomiast rośliny o dużej biomasie, które alternatywnie pobierają względnie duże ilości metali ciężkich i mają dużą tolerancję wobec wysokiego stężenia zanieczyszczeń. W tym procesie swoje zastosowanie odnajdują niektóre odmiany topoli Populus spp. i wierzby Salix spp. Fitoekstrakcja indukowana polega na dodaniu do roztworu glebowego związków chelatujących jak EDTA, HEDTA, DTPA oraz wielu innych w celu zwiększenia akumulacji zanieczyszczeń w tkankach rośliny. Gatunki wykorzystywane w tym procesie to m.in. gorczyca sarepska (Brassica juncea), kukurydza (Zea mays), rzepak (Brassica napus).
- Postępowanie z zanieczyszczoną biomasą

Podczas procesu fitoekstrakcji należy zwrócić szczególną uwagę na sposób zagospodarowania lub utylizacji powstałej biomasy, która jest warta zainteresowania, ponieważ zawiera dużą ilość cennych gospodarczo pierwiastków: Cu, Ni, Co, Zn. Pierwsze zestawienie metod utylizacji powstałej biomasy zawierającej Pb, Cd, Zn stworzyli Sas-Nowosielska i współpr. (2004). Wyróżnili oni metody etapu wstępnego, czyli ograniczenie objętości odpadu oraz metody utylizacji. Etap wstępny obejmował działania takie jak: kompostowanie, pirolizę, sprasowanie biomasy. Kompostowanie zostało ocenione jako najmniej użyteczne, ze względu na konieczność składowania na wysypiskach odpadów niebezpiecznych, natomiast piroliza wydaje się najlepszym rozwiązaniem, ponieważ produktem jest tu użyteczny gaz pirolityczny a biomasa ulega znacznej redukcji. Wśród metod utylizacji wymieniono: spalenie biomasy w hucie cynku i ołowiu, spopielenie, ekstrakcja z zastosowaniem ekstrahentów oraz składowanie na wysypiskach odpadów niebezpiecznych. Spośród wymienionych sposobów spalenia biomasy w hucie cynku i ołowiu uznano za najbardziej przyjazną środowisku.
- Wady i zalety metody

Fitoremediacja jest akceptowana społecznie jako "zielona technologia", co umożliwia jej ciągły rozwój. Zaletą jest także niewielki nakład finansowy na wprowadzenie i realizację tej metody w porównaniu z klasycznymi metodami fizykochemicznymi. Dodatkowo proces ten prowadzi do efektywnego oczyszczenia skażonej matrycy bez znacznego obniżenia jej właściwości biologicznych. Należy zauważyć, że obsadzanie skażonych terenów roślinami znacznie zwiększa wartość estetyczną krajobrazu. Niestety jest to metoda dość długotrwała (może trwać nawet do 20 lat podczas oczyszczania bardzo skażonych gleb) i niosąca za sobą ryzyko przemieszczenia zanieczyszczeń do łańcucha pokarmowego, co wymaga dodatkowego zabezpieczenia oczyszczanego terenu. Problemem jest także ograniczona fitoprzyswajalność nagromadzonych w glebie zanieczyszczeń.

### Fitostabilizacja
Jest procesem, w którym do rekultywacji gleb wykorzystywana jest zdolność zatrzymywania zanieczyszczeń w korzeniach wyselekcjonowanych gatunków roślin. Proces ten zachodzi na drodze adsorpcji na powierzchni korzeni, adsorpcji do ich wnętrza i wytrącenia w strefie korzeniowej, Dodatkowo sam system korzeniowy powoduje unieruchomienie gleby i zawartej w niej zanieczyszczeń, uniemożliwiając erozję powietrzną oraz wodną, dzięki czemu zanieczyszczenia nie przemieszczają się do głębszych warstw profilu glebowego.
- Przebieg procesu

Metoda ta polega na wprowadzeniu do zanieczyszczonej gleby związków chemicznych, które zmniejszają rozpuszczalność szkodliwych substancji. Następnie na tak przygotowanym podłożu prowadzi się hodowle wybranych do tego celu gatunków roślin, w celu stabilizacji powierzchni gleby. Należy monitorować stan rizosfery oraz wydzielin korzeniowych, stężenia zanieczyszczeń, aby mieć wpływ na rozpuszczalność metali oraz stopień ich wymywania. Stwierdzono także przydatność mikoryzy w fitostabilizacji. Pomimo że pierwsze rośliny, kolonizujące tereny o podwyższonej zawartości metali ciężkich, to zazwyczaj gatunki niemikoryzowe, wykształcenie prawidłowej struktury gleby zależy od pojawienia się symbiotycznych grzybów. Zdolność do wiązania i detoksykacji metali ciężkich w częściach podziemnych rośliny, uzyskana dzięki mikoryzie, okazała się szczególnie przydatna do stymulacji wzrostu roślin uprawnych hodowanych na podłożach zanieczyszczonych.
- Gatunki stosowane w tej metodzie

stabilizacja arsenu – Populus sp. (toleruje stężenie tego pierwiastka w glebie do 1250 mg/kg)
stabilizacja chromu – Brassica juncea (redukuje chrom)
stabilizacja miedzi, cynku, ołowiu – niektóre gatunki traw m.in. Festuca rubra, Agrostis sp.
- Substancje stosowane w fitoremediacji metali ciężkich[5]

Związki fosforanowe (ortofosforan wapnia, Na2HPO4, K2HPO4)
Uwodnione tlenki żelaza (odpady zawierające tlenki żelaza)
Minerały ilaste (naturalne i sztuczne glinokrzemiany, w tym zeolity)
Substancje organiczne (gnojowica, kompost, osady ściekowe)
- Wady i zalety metody

Do zalet tej metody należy zaliczyć: wysoki stopień akceptacji społecznej, stosunkowo niskie koszty, pozytywny wpływ na środowisko ze względu na odbudowę pokrywy roślinnej. Natomiast głównym problem jest fakt iż ta metoda nie rozwiązuje problemu zanieczyszczenia definitywnie, zanieczyszczenia są tylko unieruchomione. Ograniczenia widoczne są także podczas samej hodowli, ponieważ rośliny te zazwyczaj wymagają intensywnego nawożenia oraz długotrwałego monitoringu.

### Fitodegradacja
Określana jest również mianem fitotransformacji i jest procesem rozkładu nagromadzonych w glebie zanieczyszczeń dzięki metabolicznej aktywności roślin. Jest to zjawisko mające miejsce wewnątrz rośliny, po pobraniu zanieczyszczeń przez korzenie, a także na zewnątrz z udziałem enzymów wydzielanych do rizosfery, które stymulują rozwój mikroorganizmów odpowiedzialnych za detoksykację. Powstające w tym procesie produkty rozpadu zanieczyszczeń są wykorzystywane do budowy nowych tkanek roślinnych. Związki te mogą być także odparowywane przez aparaty szparkowe, a także rozkładane do prostych związków nieorganicznych. Metoda ta znalazła zastosowanie w oczyszczaniu terenów skażonych substancjami ropopochodnymi, chlorowcopochodnymi, wybuchowymi oraz herbicydami. W tej metodzie wykorzystywane są gatunki mieszańcowej topoli mieszańcowej wierzby.

### Fitowolatylizacja
Jest określana jako proces pobierania zanieczyszczeń ze skażonej wody lub gleby i transpiracji zanieczyszczenia lub jego zmodyfikowanej formy przez aparaty szparkowe do atmosfery. Fitowolatylizacja zachodzi gdy rosnące rośliny pobierają zanieczyszczoną wodę z gleby i część z tych zanieczyszczeń transpiruje przez aparaty szparkowe. Swoje zastosowanie metoda ta znalazła także w usuwaniu lotnych zanieczyszczeń, takich jak rozpuszczalniki chloroorganiczne. Spośród substancji nieorganicznych proces fitowolatylizacji jest użyteczny w eliminacji z wód i gleb rtęci, arsenu oraz selenu.
- Proces fitowolatylizacji selenu

Już w latach czterdziestych dwudziestego wieku stwierdzono, że niektóre rośliny mają nie tylko zdolność do hiperakumulacji tego pierwiastka, ale także do jego wydzielania w formie lotnej. Przykładem takiej rośliny jest traganek groniasty (Astragalus racemosus). Rośliny te wydzielają selen w formie selenku dimetylu, związku mającego charakterystyczny zapach czosnku.
- Proces fitowolatylizacji rtęci

Jest to metoda związana z uprawą transgenicznych roślin wyższych, które zostały zmodyfikowane genetycznie przez wprowadzenie do ich genomu bakteryjnego genu merA odpowiedzialnego za syntezę reduktazy rtęciowej. Enzym ten redukuje toksyczny jon Hg2+ do mniej toksycznej, lotnej formy Hg0 . Rośliny wykorzystywane do tego procesu to m.in.rzodkiewnik (Arabidopsis thaliana), tytoń (Nicotiana tabacum). 
- Zagrożenia

Pomimo dość dużej atrakcyjności metody stanowi ona duże zagrożenie dla środowiska i zdrowia człowieka, wiąże się to z faktem usunięcia z gleby lub wód zanieczyszczeń, które następnie rozprzestrzeniają się w atmosferze.

### Fitofiltracja
Jest metodą polegającą na zastosowaniu roślin lub wysuszonej biomasy do oczyszczania wód z różnych pierwiastków. Jako biomasę stosuje się wysuszone całe rośliny lub tylko ich organy, a źródłem tego materiału z reguły są rośliny lądowe. Roślinami najczęściej wykorzystywanymi do fitofiltracji są jednak rośliny wodne (Elodea canadensis, Eichornia crassipes). Do fitofiltracji zaliczyć należy rizofiltrację oraz szuwarowe oczyszczanie ścieków.
- Rizofiltracja

Wykorzystywana jest do oczyszczania wody skażonej metalami ciężkimi oraz pierwiastkami promieniotwórczymi z wykorzystaniem systemu korzeniowego roślin wyższych. Metoda ta polega na hodowli roślin w kulturach hydroponicznych, a następnie przeniesieniu ich do zanieczyszczonej wody, tak aby tylko korzenie miały kontakt z wodą. Proces ten obejmuje pobieranie zanieczyszczeń, adsorpcje i ich wydzielenie na powierzchni korzeni. Dzięki gatunkom takim jak: słonecznik, gorczyca sarepska, szpinak, kukurydza, tytoń można usunąć wiele metali ciężkich m.in. Cd, Cr, Cu, Ni. Najwięcej badań prowadzonych było w celu oczyszczania wód z pierwiastków promieniotwórczych (np. U, Cs, Ra, Sr). W tych eksperymentach najbardziej zadowalające wyniki dawała hodowla gorczycy sarepskiej i słonecznika, które wytwarzają bardzo duży system korzeniowy.
- Szuwarowe oczyszczanie ścieków

Takie oczyszczalnie tworzą sztucznie utrzymywane, płytkie zbiorniki wodne, których przynajmniej 50% powierzchni pokrywają makrofity. Gatunkami głównie wykorzystywanymi w tej metodzie są m.in. Phragmites australis, Typha latifolia, Potamogeton spp., Lemna spp. a także duże gatunki glonów jak: Chara spp., Nitella spp. W przeciwieństwie do rizofiltracji większą rolę niż system korzeniowy odgrywają mikroorganizmy oraz osad przydenny. Ta metoda stosowana jest głównie do oczyszczania ścieków komunalnych oraz rolniczych, będących źródłem zanieczyszczenia fosforem i azotem.